# Minamoto no Masaru
Minamoto no Masaru (源多, [[[831]] - 888] Erro: {{japonês}}: texto da transliteração contém caractere não latino (pos 17) (ajuda)), foi um nobre do Período Heian da história do Japão.
Masaru foi um dos filhos do Imperador Nimmyo que recebeu o nome Minamoto sendo um dos fundadores do Ramo Nimmyo do Clã Minamoto (Genji Nimmyo). Era meio-irmão do Imperador Montoku e do Imperador Koko.

## Carreira
Masaru serviu os seguintes imperadores: Nimmyo (835 - 850); Montoku (850 - 858) Seiwa (858 - 876), Yozei (876 - 884), Koko (884 - 887) e Uda (887 - 888).
Masaru entrou na corte durante o reinado do Imperador Nimmyo em 835 quando lhe é dado o nome de Minamoto, em 850 é nomeado Awa Mamoru (Awa no Kami, governador da província de Awa).
Em 852, já no reinado do Imperador Montoku, Masaru é reencaminhado ao posto de Awa Mamoru e concomitantemente passa a ser Mimasaka Mamoru (governador da Província de Mimasaka), Mamoru Bicchu (governador da Província de Bitchū) além de ser nomeado Kunaikyō (Secretário-Geral) do Miyauchi-shō (Ministério da Casa Imperial).
Em 854 se torna Sangi passando a ocupar posições importantes como o Comando do Hyoefu (Guarda Samurai), logo em seguida o Comando do Emonfu (Guarda da Fronteira) e concomitantemente foi nomeado  Mamoru nas províncias de  Shinano, Ise, Bizen e Omi.
Em 870 durante o governo do Imperador Seiwa Masaru foi promovido a Chūnagon e em 872 a Dainagon, exercendo concomitantemente o Comando do Konoe Daishō (Guarda Daishō).
Em 882 no reinado do Imperador Yozei Masaru foi nomeado Udaijin cargo em que permaneceu até sua morte em 888, passando pelos reinados dos imperadores Koko e Uda.
| Precedido por Fujiwara no Mototsune | 34º Udaijin (882 - 888)  | Sucedido por Fujiwara no Yoshiyo   |
| Precedido por Fujiwara no Mototsune | 64º Dainagon (872 - 882) | Sucedido por Fujiwara no Tsuneyuki |